# Jeff Buckley
Jeff Buckley, właściwie Jeffrey Scott Buckley (ur. 17 listopada 1966 w Anaheim, Kalifornia; zm. 29 maja 1997 w Memphis, Tennessee) – amerykański piosenkarz, gitarzysta i autor tekstów. Syn Tima Buckleya, również piosenkarza. Zmarł w wyniku utonięcia.

## Dyskografia
- Live at Sin-é (1993)
- Grace (1994)
- Live from the Bataclan (1996)
- Sketches for My Sweetheart the Drunk (1998)
- Mystery White Boy (2001)
- Live a L'Olympia (2002)
- Songs to No One 1991-1992 (2002)
- The Grace EPs (2002)
- Live at Sin-é (Legacy Edition) (2003)
- Grace (Legacy Edition) (2004)

## Wideografia
- Live in Chicago (2000)